# Тирве
Ти́рве (ест. Tõrve küla) — село в Естонії, у волості Пуурмані повіту Йиґевамаа.

## Населення
Чисельність населення на 31 грудня 2011 року становила 60 осіб.

## Географія
Поблизу села проходить автошлях 14180 (Пуурмані — Табівере). Від села починається дорога 14193 (Пуурмані — Есса — Тирве).